# Tapicería de Bruselas

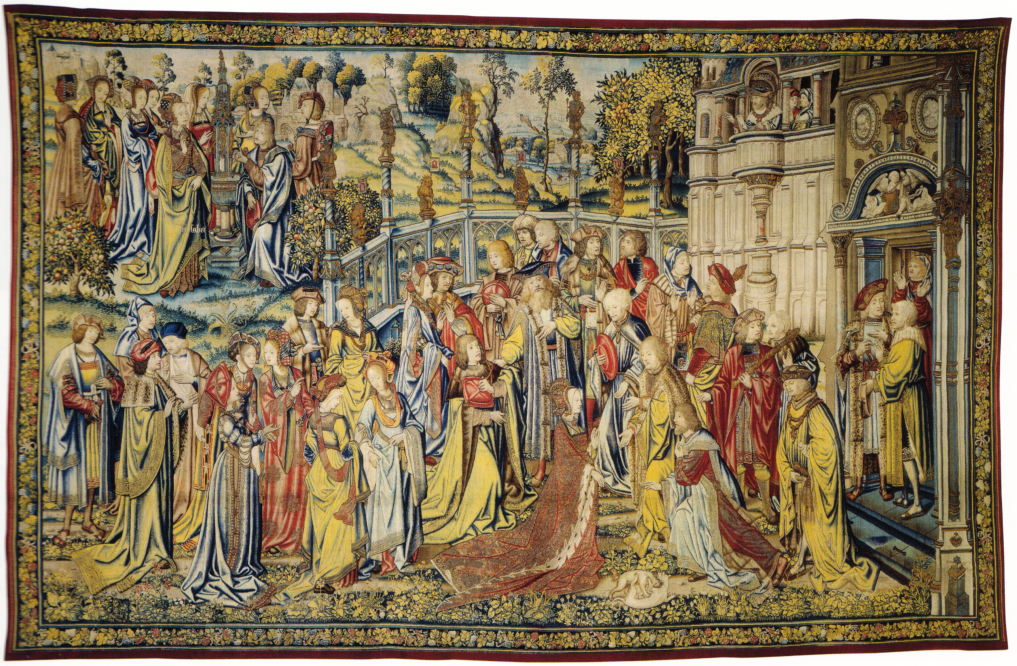
David ve a Betsabé lavando y la invita a su palacio de La historia de David, Bruselas, ca. 1526–28 (Museo Nacional del Renacimiento, Écouen)

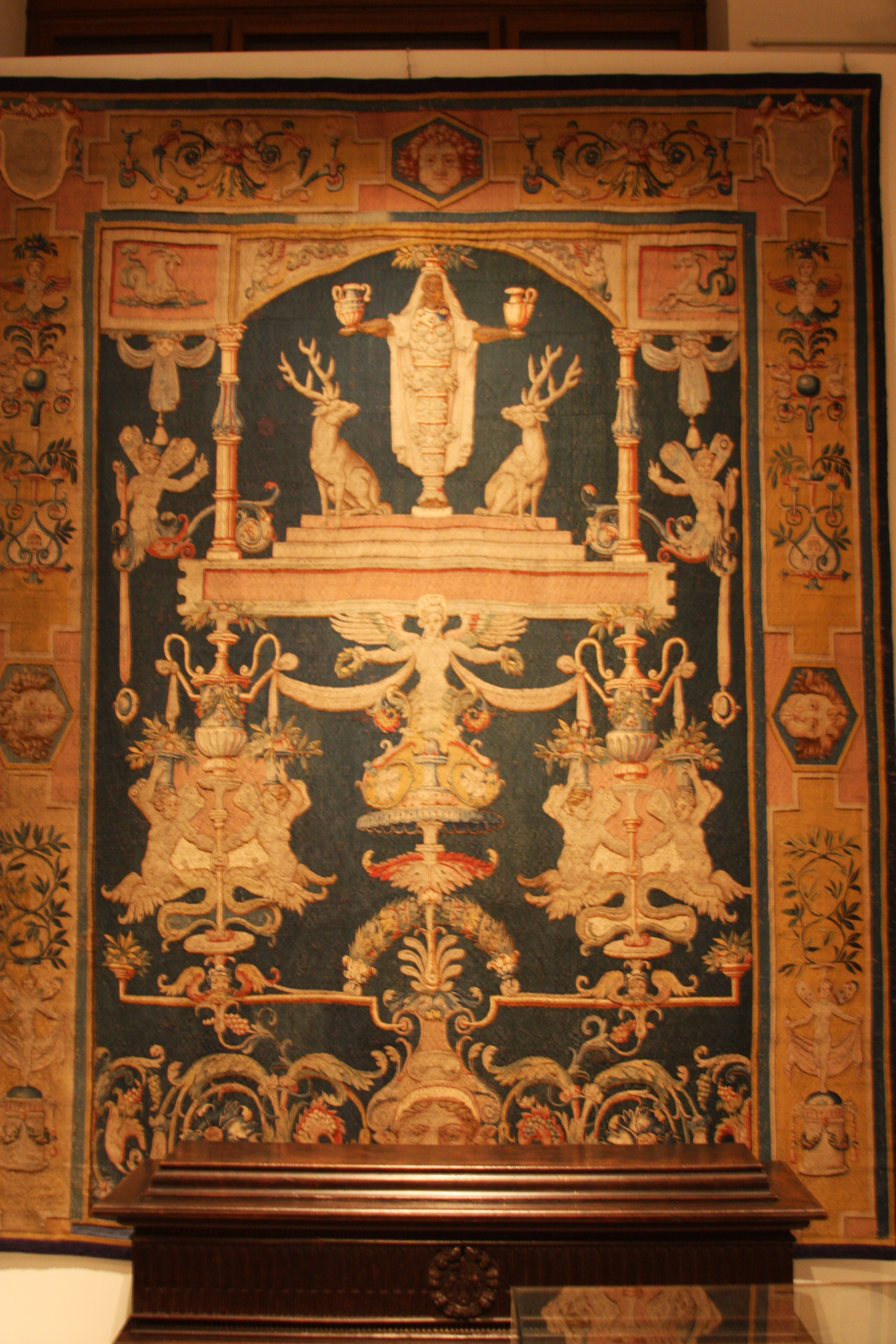
Diana de Éfeso, según un cartón de Perino del Vaga, Bruselas, 1545, tejido para Andrea Doria de Génova (Museo Nacional, Estocolmo)

Los talleres de tapicería de Bruselas produjeron tapices al menos desde el siglo XV, pero la producción temprana de la ciudad en el estilo gótico tardío internacional fue eclipsada por los talleres de tapicería más prominentes con sede en Arras y Tournai. En 1477, Bruselas, capital del ducado de Brabante, fue heredada por la casa de Habsburgo; y ese mismo año, Arras, el centro más importante de la tapicería en los Países Bajos, fue saqueada y su fabricación de tapices nunca se recuperó, y Tournai y Bruselas parece que aumentaron su importancia.
El único tapiz millefleur que ha sobrevivido junto con un registro de su pago fue una gran alfombra millefleur heráldica de muy alta calidad realizada para el duque Carlos el Temerario de Borgoña en Bruselas, de la cual una parte se encuentra ahora en el Museo Histórico de Berna. La atribución de Sophie Schneebalg-Perelman a Bruselas de La dama y el unicornio en el Museo de Cluny puede ser correcta.

## Bajo la influencia de Rafael
El gran período del tejido renacentista en Bruselas data del tejido encargado por el Papa León X a un consorcio de sus talleres de los Hechos de los Apóstoles según los cartones de Rafael, entre 1515 y 1519. León debió de estar motivado por la ya elevada calidad técnica de los tapices de Bruselas.
En este prestigioso conjunto se aplicaron por primera vez las convenciones de una representación pictórica monumental con los efectos de perspectiva que cabría esperar de un fresco u otra decoración mural; también se introdujo en estos tapices "Raphael" el encuadre del tema central dentro de amplias cenefas que se pudieron actualizar en sucesivos tejidos.

## Bajo la influencia de Bernard van Orley
El destacado pintor y diseñador de tapices Bernard van Orley (que se formó en Italia) transmutó las figuras monumentales rafaelescas para forjar un nuevo estilo de tapicería que combinaba el estilo figurativo italiano y la interpretación en perspectiva con las "múltiples narrativas y detalles anecdóticos y decorativos de la tradición holandesa, "según Thomas P. Campbell.
Una serie de Cacerías de Maximiliano, que representa la caza en cada uno de los meses, fue tejida con cartones por Bernard van Orley hacia 1531-33. Una serie de nueve Honores alegóricos que celebraban la coronación de Carlos V como rey de Alemania y su asunción del título de emperador del Sacro Imperio Romano Germánico en 1520 sobrevive en el Palacio Real de la Granja de San Ildefonso, España. Los alumnos de Van Orley, Pieter Coecke van Aelst y Michiel Coxie, también proporcionaron cartones para los telares de Bruselas bajo la influencia general de la pintura italiana. Un conjunto de los Siete Pecados Capitales, del que se conservan cuatro, está reconocido como la obra maestra de Pieter Coecke van Aelst.
Bruselas se impuso rápidamente en el campo de la tapicería. En 1528, un decreto de la ciudad ordenaba que cada pieza de tapicería bruselense que superase un determinado tamaño llevase la marca tejida de un escudo rojo flanqueado por dos B; esto ayuda a identificar la producción bruselense. Cada tapiz debía incluir la marca tejida del fabricante o del comerciante que lo encargaba para su reventa. El mercado público para la venta de tapices era Amberes.

## Mecenazgo francés
Aunque era el archirrival de los Habsburgo, Francisco I de Francia encargó tapices de Bruselas y Amberes en los primeros años de su reinado. Tras la llegada de Primaticcio a Fontainebleau en 1532, fue a Bruselas a donde fue enviado el pintor italiano, con un dibujo preparatorio de una Historia de Escipión Africano para ser plasmada en un cartón, con el que regresó.
El destacado tejedor bruselense Peter de Pannemaker ejecutó para Francisco ese mismo año una serie enriquecida con hilos de plata y oro, con diseños de Matteo del Nassaro de Verona, un grabador de gemas. Francisco hizo otros encargos y compras de tapices de Bruselas hasta que, hacia 1540, se estableció una fábrica en Fontainebleau, bajo el patrocinio general del rey
Los ' tapices de Valois ' que representan festividades en la corte de Francia fueron tejidos en los Países Bajos españoles, probablemente en Bruselas, poco después de 1580. Otros nobles continuaron apoyando la fabricación de Bruselas en el siglo XVI.

## Patrocinio jagielloniano
La mayoría de los tapices jallegones conservados en Polonia en el castillo de Wawel en Cracovia fueron encargados por Segismundo II Augusto de Polonia en Bruselas en los talleres de Willem y Jan de Kempeneer, Jan van Tieghem y Nicolas Leyniers entre 1550 y 1565. Hoy solo quedan 136 tapices de la colección original inicial de 356 piezas, de los cuales la mayor parte fue encargada en Bruselas. 

## Mecenazgo Tudor
En Inglaterra, tanto el cardenal Wolsey como Enrique VIII acumularon grandes colecciones de tapices. Enrique compitió tanto con Carlos V como con Francisco I en exhibiciones de magnificencia cortesana, y se gastaron grandes sumas en tapices para aumentar los espléndidos escenarios de su encuentro con Francisco en el Campo de la Tela de Oro en 1520 y para la visita de Carlos V a Inglaterra. en 1522.
Wolsey amuebló sus palacios de York Place y Hampton Court con ricos tapices. Muchas de las adquisiciones del cardenal ilustran textos bíblicos, pero también adquirió obras profanas, como dos conjuntos de Triunfos de Petrarca. Uno de ellos se compró a los albaceas del obispo de Durham y otro fue encargado directamente por Wolsey. Las pruebas asocian este último conjunto con un conjunto parcial que ahora se encuentra en el Victoria & Albert Museum y que probablemente se tejió en Bruselas. Los paneles de los Siete Pecados Capitales que se tejieron para el dormitorio de Wolsey en Hampton Court también se cree que son obra de Bruselas. En el momento de su caída, en 1529, la colección de Wolsey incluía más de 600 piezas de tapicería, antiguas y nuevas. Pero, a pesar de sus encargos a los tejedores de Bruselas, sus gustos eran convencionales, y ninguna de sus adquisiciones parece haber sido del nuevo estilo iniciado por van Orley.
Por el contrario, Enrique VIII adoptó el nuevo estilo italianizante. A partir de finales de la década de 1520, los encargos de tapices del rey reflejan dos marcadas tendencias: una selección de temas y asuntos elegidos como propaganda "inequívoca y punzante", y la primera aparición de los estilos figurativos del Renacimiento italiano en Inglaterra, aunque a través de la "lente distorsionada de los artistas 'romanistas' de Bruselas".
En octubre de 1528, Enrique adquirió al comerciante Richard Gresham un pequeño juego de los Doce Meses y un juego mucho más grande de diez piezas de la Historia de David que medía 743 1/2 ells (350 metros cuadrados). Las investigaciones recientes sugieren con fuerza que este conjunto de la Historia de David ha sobrevivido intacto y es el conjunto tejido en Bruselas trabajado en lana, seda e hilo envuelto en metal que ahora se encuentra en el Museo Nacional del Renacimiento de Écouen, descrito como "uno de los mejores ejemplos en el mundo de tejido anterior a 1530".
En la década de 1540 Enrique encargó reproducciones en Bruselas de la serie de los Hechos de los Apóstoles de Rafael y un conjunto de Antigüedades también tejidas según diseños creados para León X hacia 1517-20 por artistas del taller de Rafael. Dos de ellos, El triunfo de Hércules y El triunfo de Baco, permanecen en la Colección Real y están colgados en el Palacio de Hampton Court

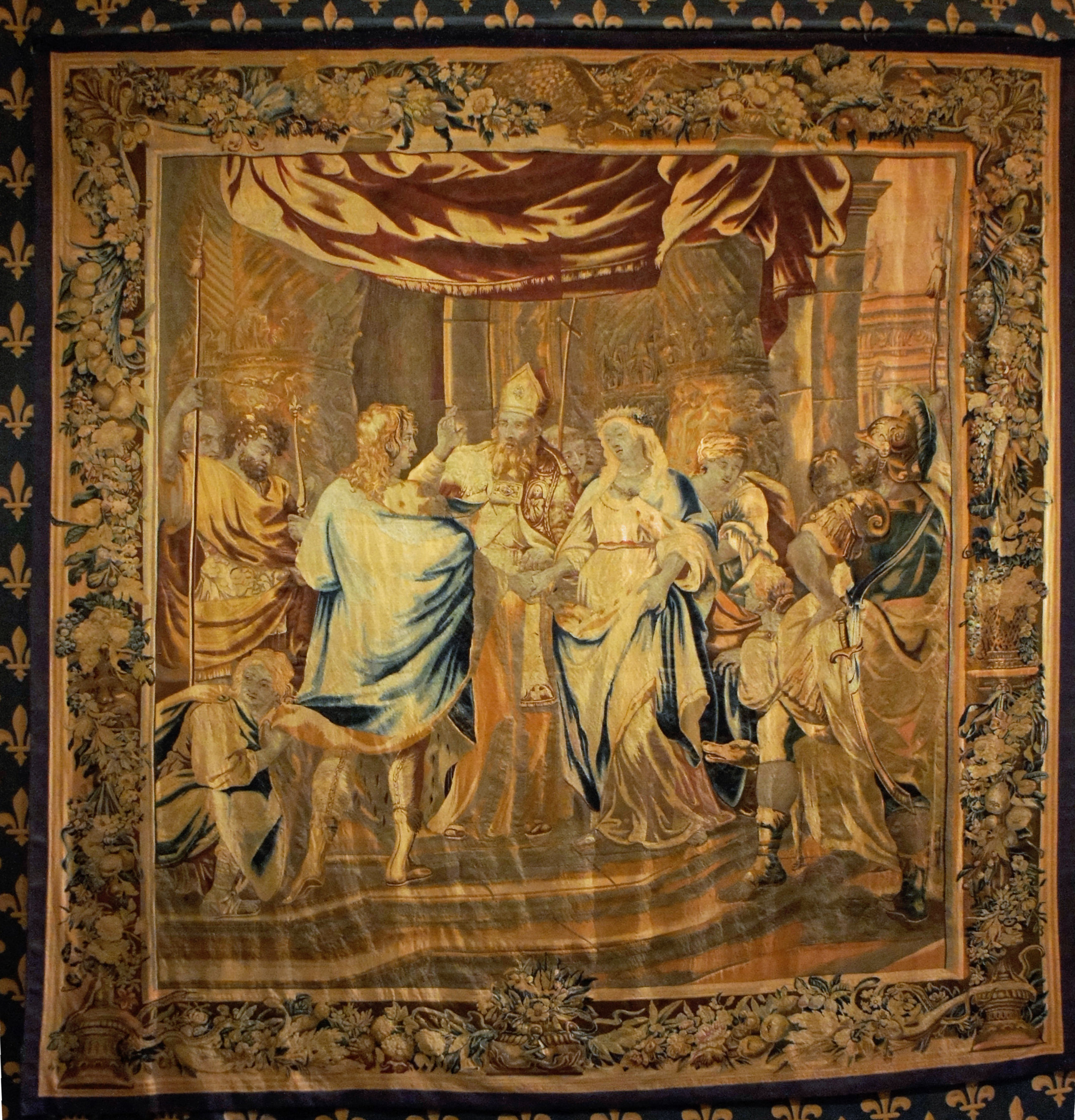
Las bodas de Clodoveo (detalle) de Jean Le Clerc, Bruselas, (ex Palacio de Tau)

## Bajo la influencia de Rubens
A finales del siglo XVI, la persecución de los Habsburgo contra los protestantes en los Países Bajos dispersó a muchos tejedores en beneficio de los talleres de tapicería de Delft y Middelburg, Inglaterra y Alemania, con el consiguiente descenso de la calidad de la producción bruselense. Los telares bruselenses resurgieron pronto en el ambiente optimista de la Tregua de los Doce Años (1609-21) y bajo la principal influencia de diseño en la tapicería bruselense del siglo XVII, el estilo barroco de Peter Paul Rubens, que realizó cuatro suites de dibujos expresamente para tapicería. La relación de Rubens con el diseño de tapices comenzó en noviembre de 1611 con el contrato firmado en Amberes por el comerciante genovés Franco Cattaneo, el comerciante-tejedor bruselense Jan II Raes, y el comerciante y tejedor de Amberes Frans Sweerts, para una suite de la Historia de Decio Mus sobre cartones de Rubens, realizada en 1616-18. El destacado taller de Jan Raes el Viejo y el Joven había realizado un conjunto de Animales en paisajes para el cardenal Montalto y una suite de la Historia de Sansón. Entre los proyectos más ambiciosos de los cartones de Rubens se encuentran las dieciocho piezas de El triunfo de la Eucaristía encargadas en 1627 por Isabel Clara Eugenia, gobernadora de los Países Bajos de los Habsburgo, que fueron destinadas al monasterio real de las Descalzas Reales de Madrid, donde permanecen hasta hoy; los tapices, que costaron 100.000 florines, lo que supuso un gran impulso para la industria de la tapicería en Bruselas en aquella época, se tejieron en los talleres de Jan II Raes, Jacques Fobert, Jan Vervoert, Jan Newoert y Jacob Geubels.
Otros importantes talleres de Bruselas del siglo XVII fueron dirigidos por Martin Reymbouts y miembros de la familia Leyniers. El alumno de Rubens, Jacob Jordaens, también proporcionó muchos dibujos animados para tapices. Los temas de Kermesse extraídos de la vida del pueblo a la manera de los Tenier, padre e hijo, se tejían a menudo en Bruselas en los siglos XVII y XVIII.

## Conexiones francesas y competencia
Cuando el ministro de Luis XIV, Jean-Baptiste Colbert, organizó la fábrica real de Gobelinos, se tejió por primera vez en Bruselas una suite Los Hechos de los Apóstoles. Los talleres bruselenses pronto cayeron bajo la influencia del diseño francés procedente de los Gobelinos, apoyados por la realeza, hasta el punto de que la suite de la Historia de Alejandro, una alegoría poco disimulada que pregonaba el ascenso de Luis XIV, se tejió también en Bruselas, entre otros lugares. Bruselas recibió una afluencia de trabajadores altamente capacitados cuando los Gobelinos fueron cerrados temporalmente en 1694 y se ordenó a los tejedores que se dispersaran, bajo las restricciones financieras de las guerras de Luis XIV.
El siglo XVIII fue testigo de la creciente competencia de los talleres franceses, tanto reales como privados. Tejedores como Le Clerc, Leyniers, van den Hecke y de Vos mantuvieron la calidad, pero el último de los talleres tradicionales de tapicería de Bruselas cerró en la época de la Revolución Francesa, momento en el que la tapicería acabó perdiendo popularidad; los diseños de Goya para la fábrica real de España fueron quizá las últimas obras importantes en este medio.

## Galería

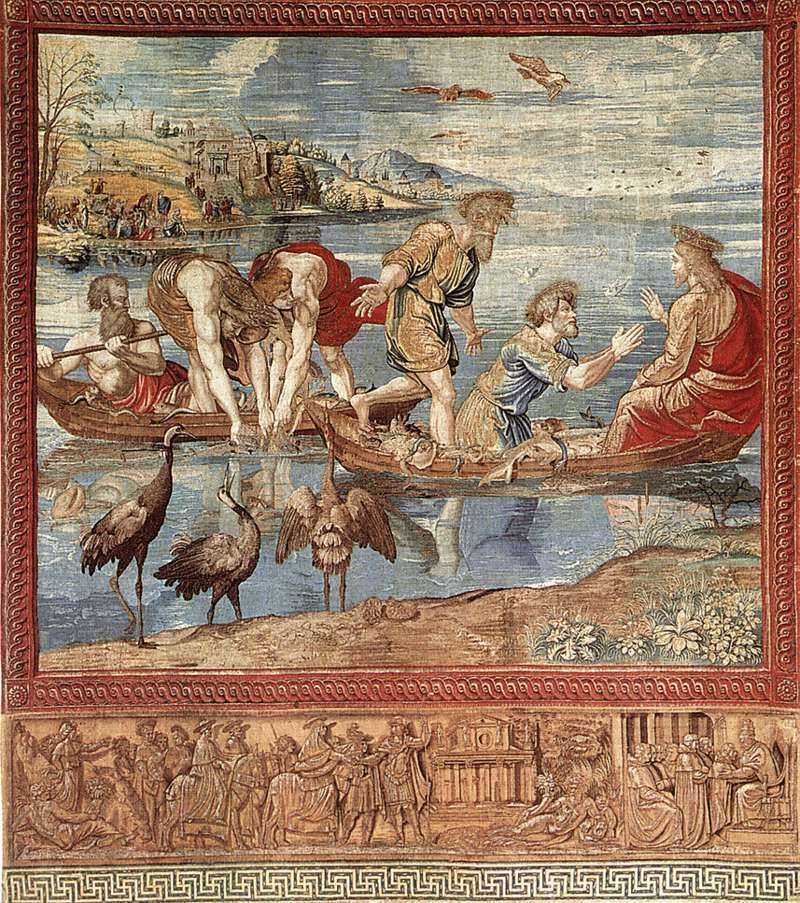
La pesca milagrosa de los Hechos de los Apóstoles, taller de Pieter d'Enghien van Aelst a partir de un cartón de Rafael, ca. 1517-1519 (Museos Vaticanos)
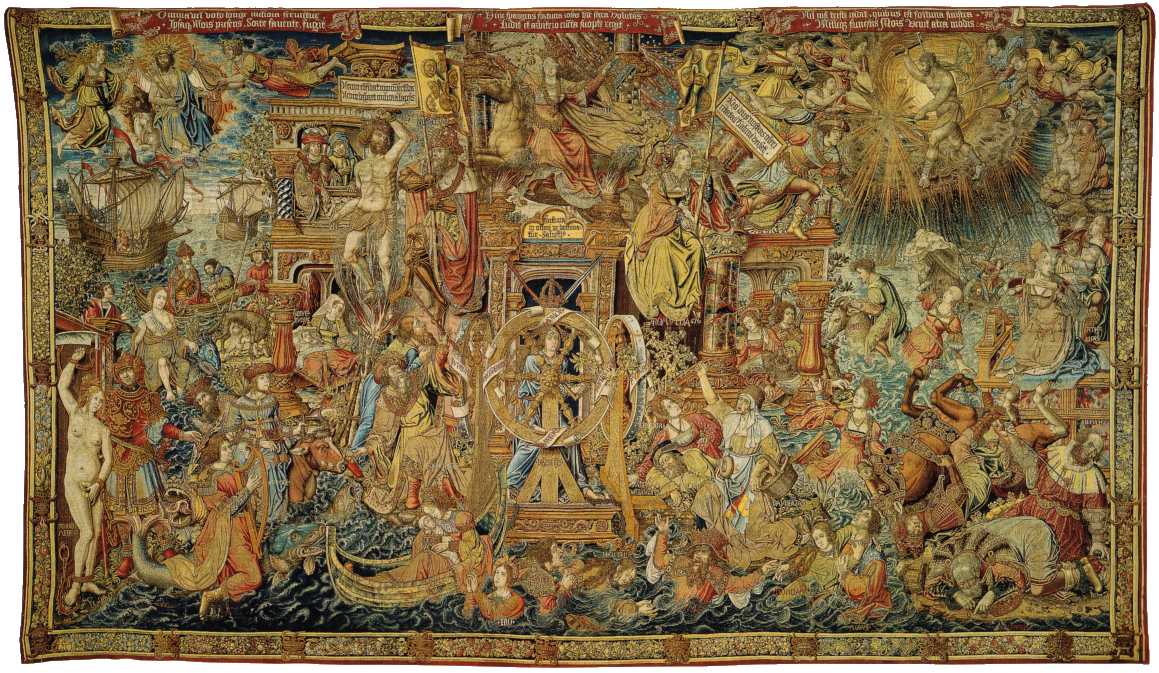
Fortuna de un juego de Honores diseñado por Bernard van Orley y tejido en el taller de Pieter Enghien van Aelst, Bruselas, ca 1520 (Palacio Real de La Granja de San Ildefonso, España)
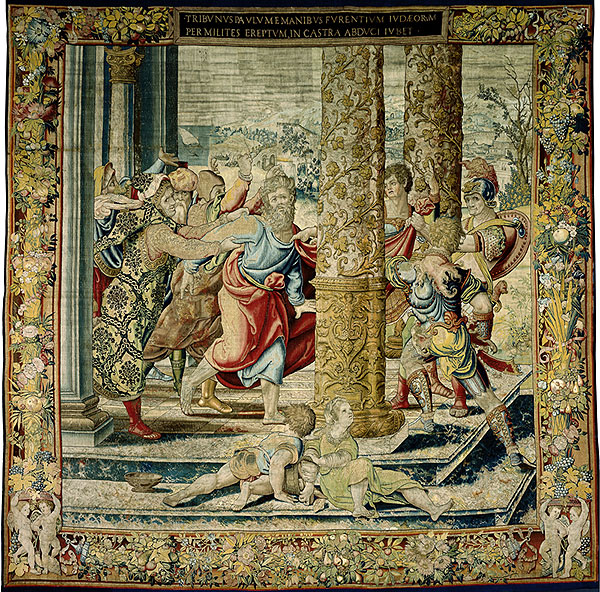
La vida de Pablo, de Pieter Coecke van Aelst, Bruselas, ca 1535-40
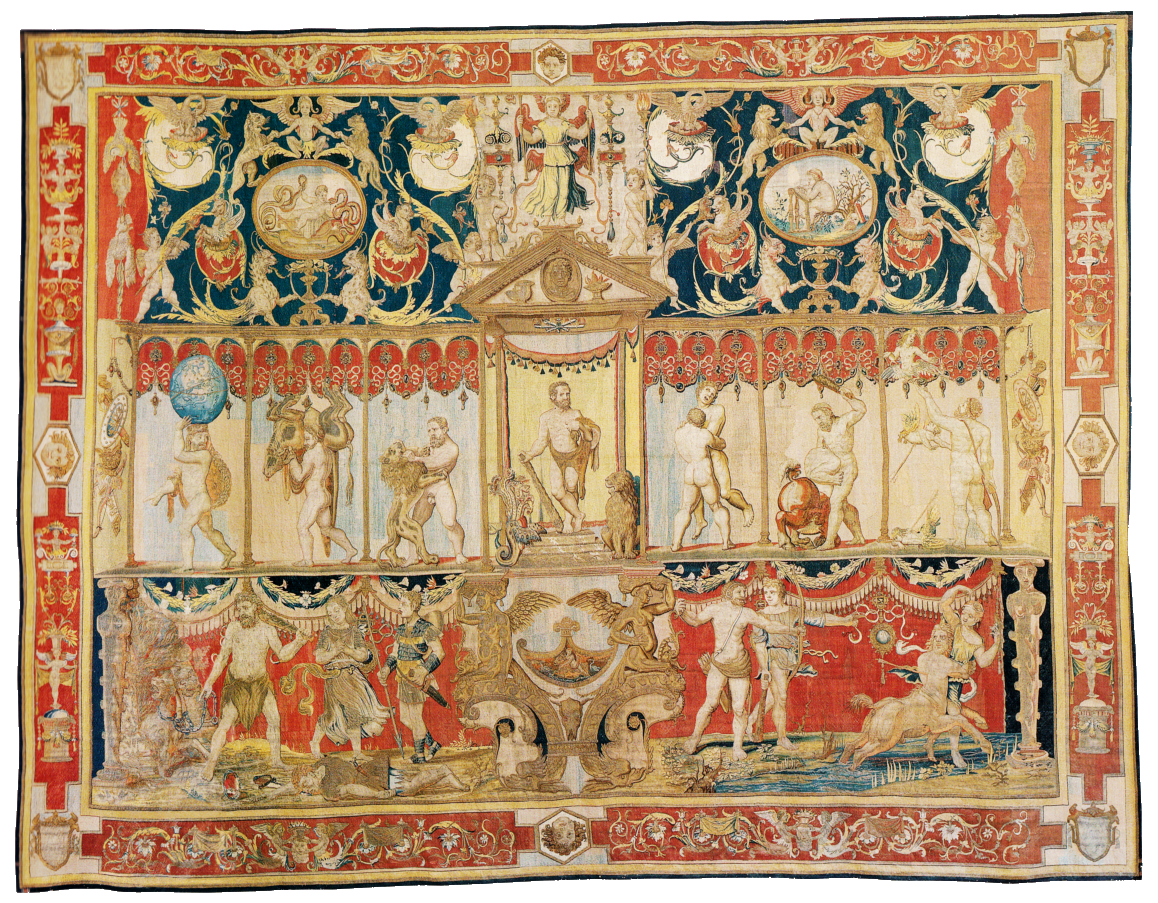
El triunfo de Hércules, tejido para Enrique VIII en Bruselas, hacia 1540-1542, con diseños creados para León X hacia 1517-1520 (Palacio de Hampton Court, Londres)
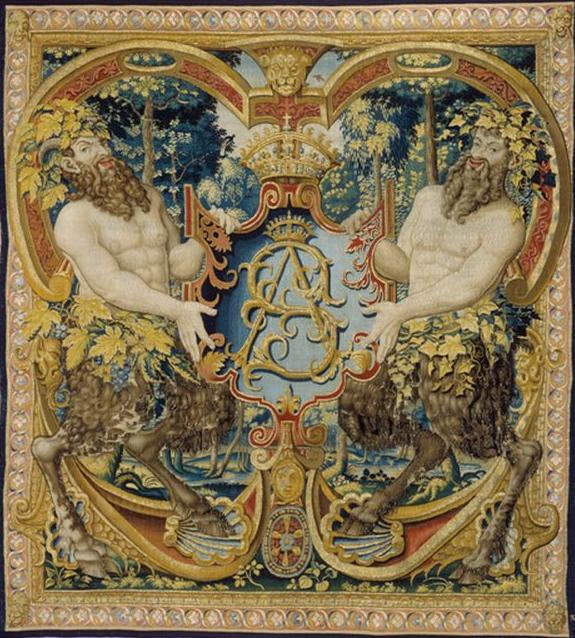
Tapiz con sátiros con escudo y monograma SA de Sigismund Augustus, Bruselas, ca 1555.
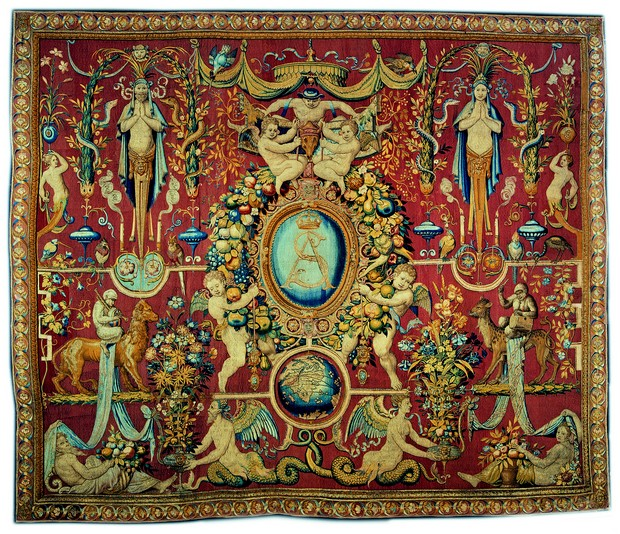
Tapiz arabesco con el monograma de Sigismund Augustus, Bruselas, ca 1555
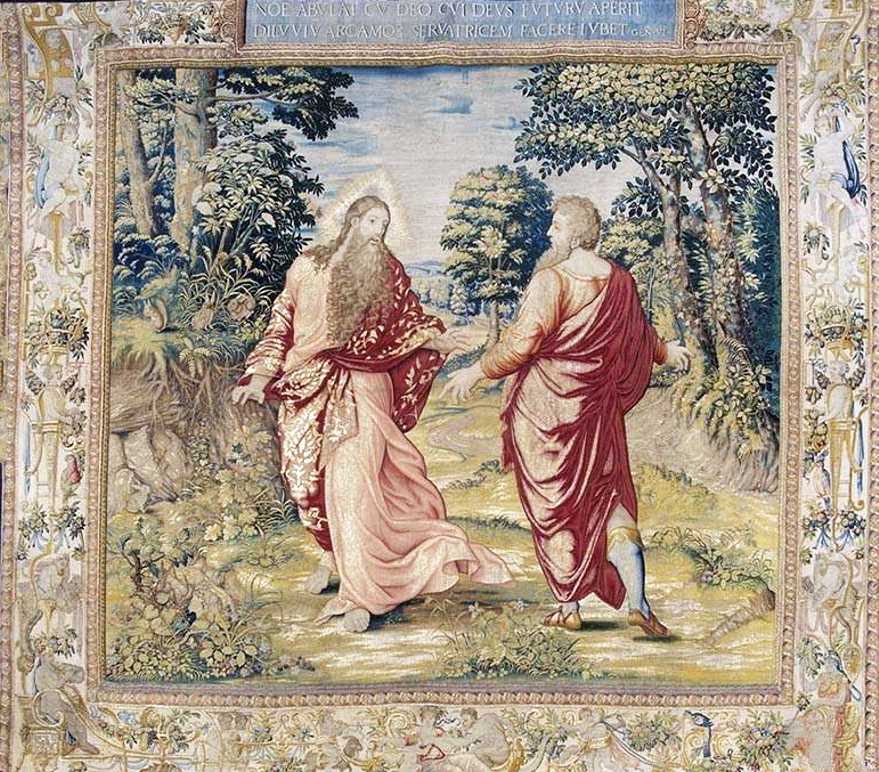
Dios y Noé, Jan de Kempeneer, de una caricatura de Michiel Coxie, mediados del siglo XVI.
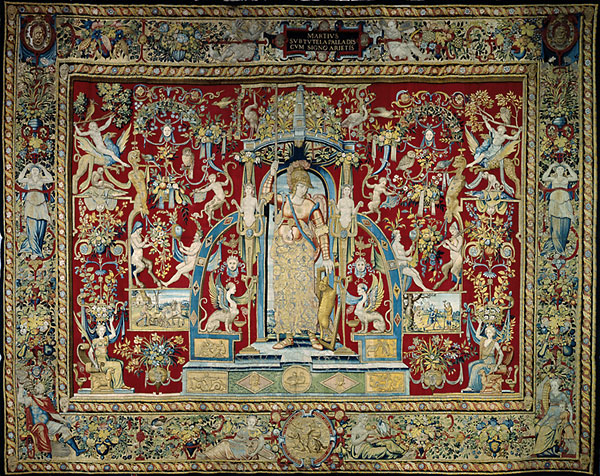
Tapiz de una suite de Meses, tejido por Cornelis de Ronde, Bruselas, mediados del siglo XVI (Kunsthistorisches Museum, Viena)
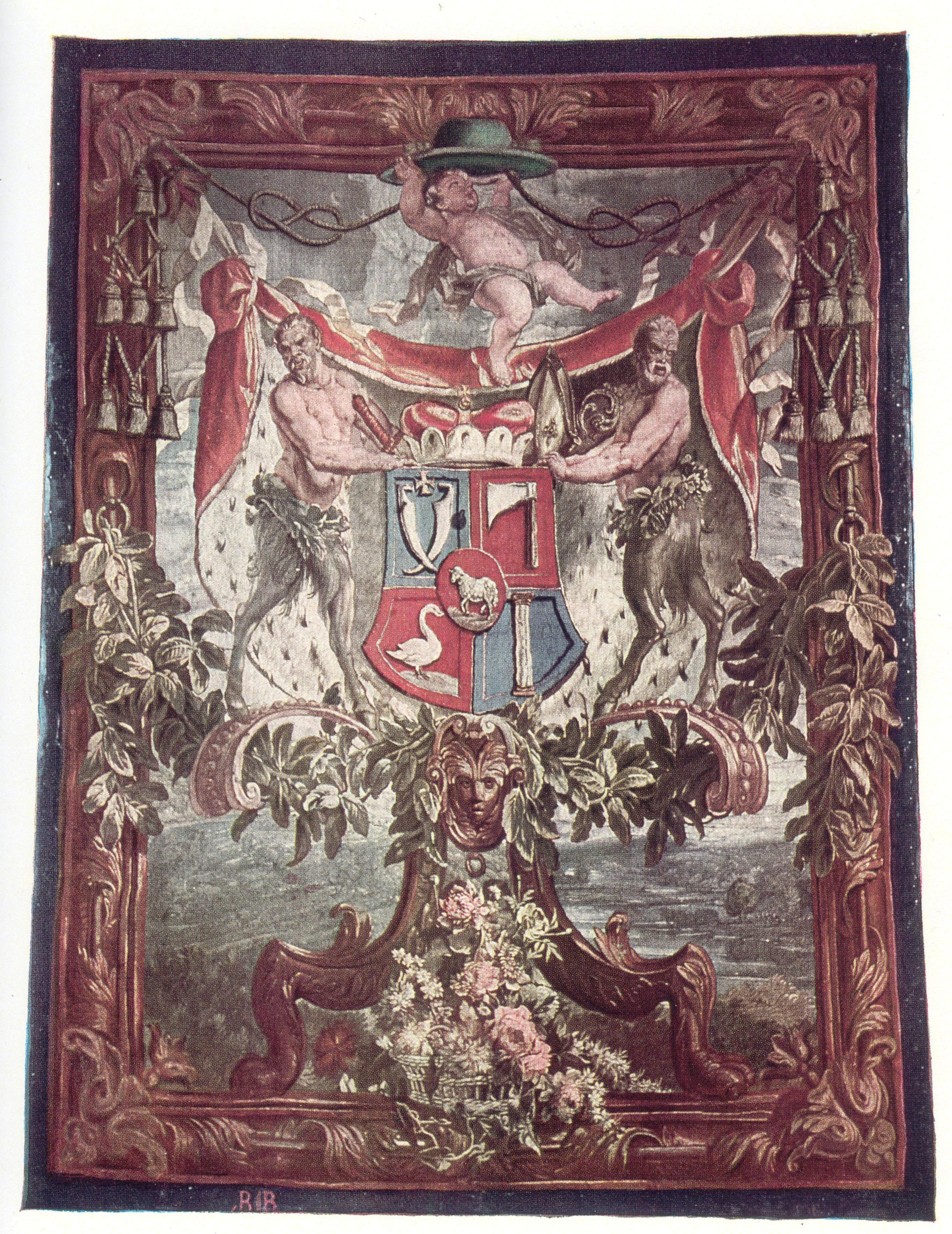
Tapiz con los brazos del cardenal Załuski
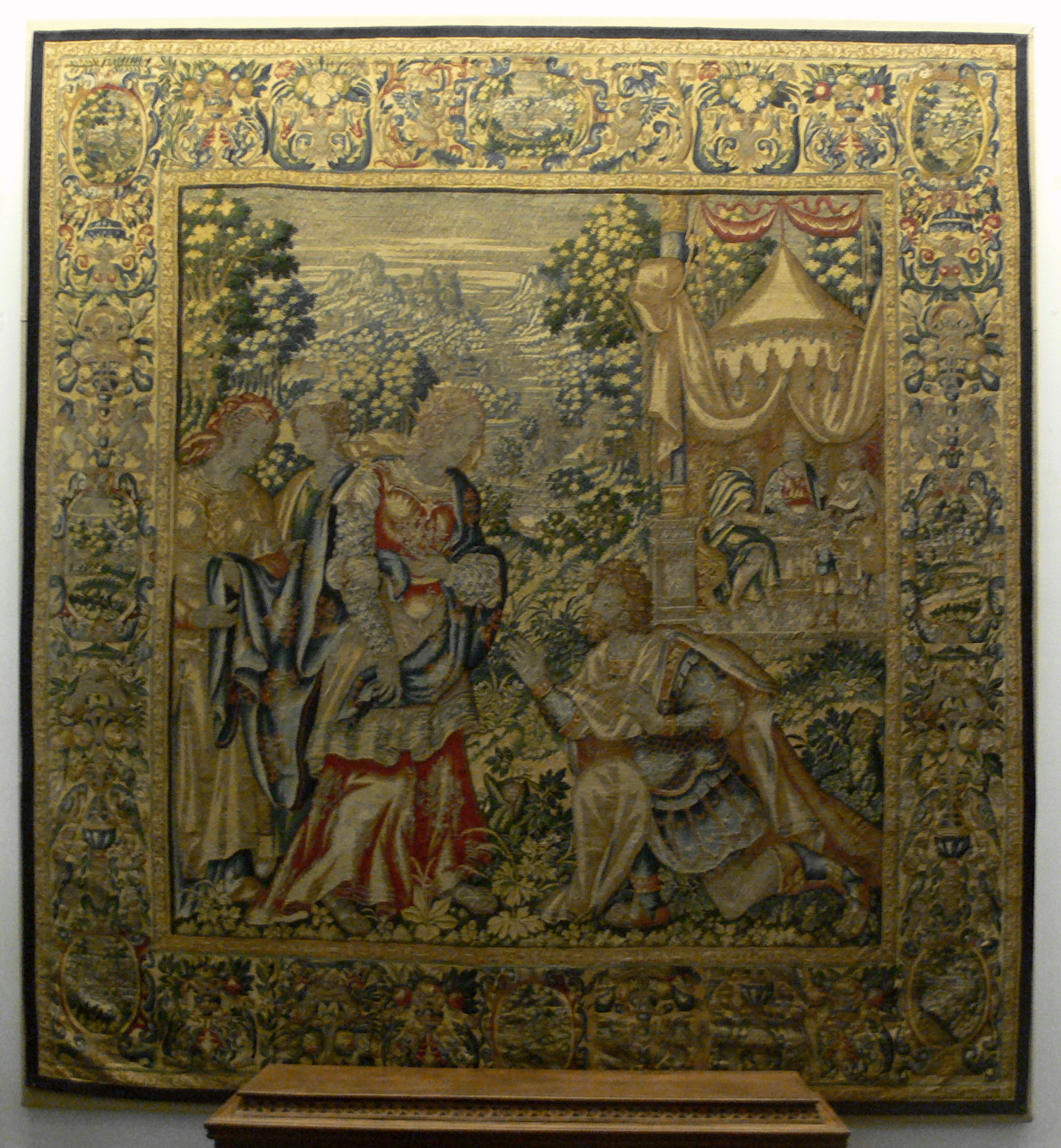
Amán suplica misericordia a Ester de una suite Historia de Ester, segunda mitad del siglo XVI (Kunstgewerbemuseum de Berlín)
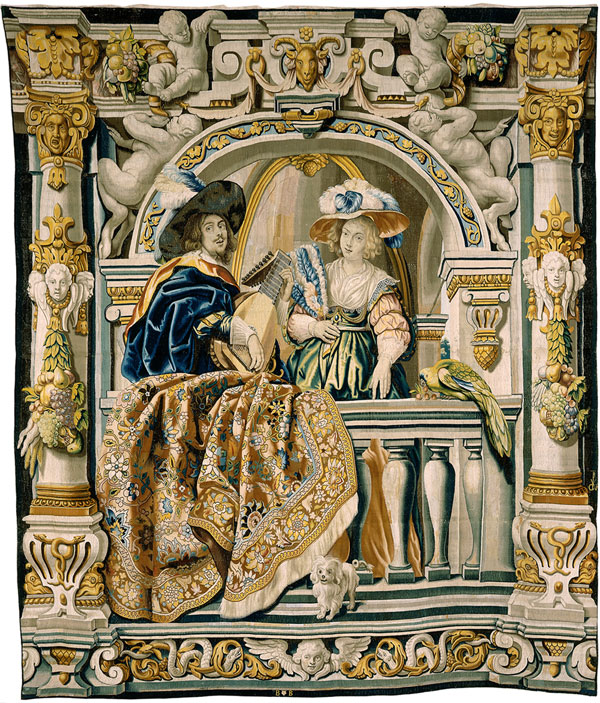
Caballero y Dama tejidos por Conrad van der Brugghen según Jacob Jordaens, Bruselas, 2º cuarto del siglo XVII (Kunsthistorisches Museum, Viena)
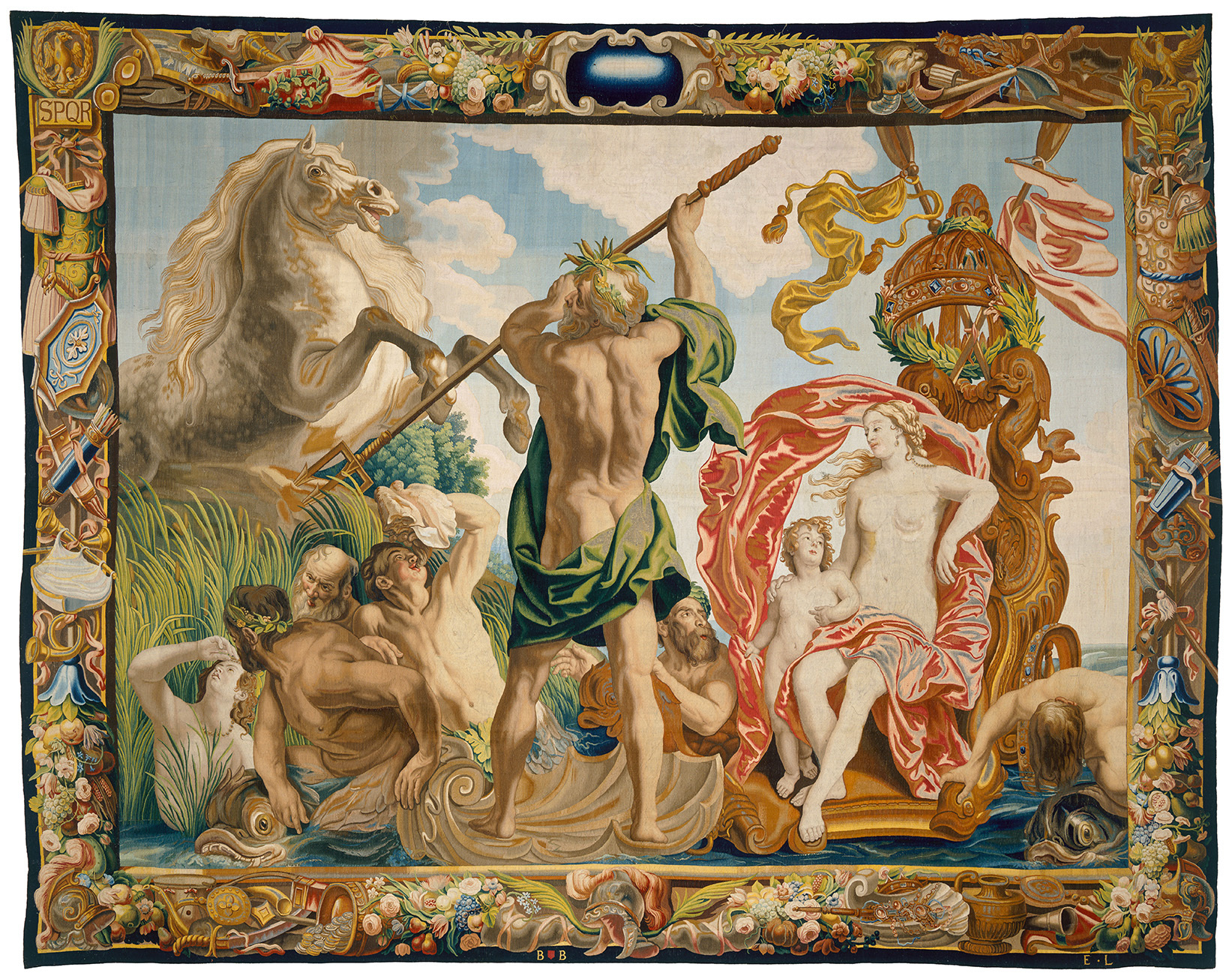
Neptuno doma un caballo, tejido por Everard Leyniers según Jacob Jordaens, Bruselas, ca 1650-60 (Kunsthistorisches Museum, Viena)